# Kaolack (região)
Kaolack é uma das catorze regiões que dividem o Senegal.

## Departamentos
A região de Kaolack está dividida em três departamentos:
- Guinguinéo
- Kaolack
- Nioro du Rip

## Demografia
| População da região de Kaolack (2008–2015) | População da região de Kaolack (2008–2015) | População da região de Kaolack (2008–2015) | População da região de Kaolack (2008–2015) | População da região de Kaolack (2008–2015) | População da região de Kaolack (2008–2015) | População da região de Kaolack (2008–2015) | População da região de Kaolack (2008–2015) |
| ------------------------------------------ | ------------------------------------------ | ------------------------------------------ | ------------------------------------------ | ------------------------------------------ | ------------------------------------------ | ------------------------------------------ | ------------------------------------------ |
| 2008                                       | 2009                                       | 2010                                       | 2011                                       | 2012                                       | 2013                                       | 2014                                       | 2015                                       |
| 750.853                                    | 771.227                                    | 795.906                                    | 816.855                                    | 840.639                                    | 863.514                                    | 886.756                                    | 910.340                                    |